# 1192
[[Категорија: 1192
.| ]]
Година 1192 (MCXCII) била је преступна година која је почела у среду.

## Догађаји
- Википедија:Непознат датум — Трећи, најмлађи Немањин син, Растко Немањић одушевљен причама одбегао на Свету гору у руски манастир, замонашио се у грчком манастиру Ватопед и добио име Сава.
- 8. август — Битка код Јафе (1192)

### Децембар
- Википедија:Непознат датум — У Чешкој је збачен Вјенцеслав II и замењен Отокаром I.
- Википедија:Непознат датум — Енглески краљ Ричард I Лавље Срце заостао је за главнином војске у Палестини због нових неспоразума са француским краљем Филипом II Августом.
- Википедија:Непознат датум — Краљ Ричард је склопио примирје са Саладином и добио обалу од Тира до Јафе.
- Википедија:Непознат датум — Ричард је предао Кипар у посед Гвиду од Лусињана који се одрекао јерусалимске круне у корист Конрада од Монферата.
- Википедија:Непознат датум — На повратку из Свете Земље краљ Ричард је доживео бродолом у близини Истре и упутио се у Беч.
- Википедија:Непознат датум — Леополд Аустријски је у Бечу заробио краља Ричарда и касније га предао Хенрику VI.
- Википедија:Непознат датум — Удовица Изабела удала се за Хенрија II од Шампање - Хенри I Јерусалимски и он је тим постао краљ Јерусалима.
- Википедија:Непознат датум — Индијски савез северних краљевстава, под водством Питвираја III, краља Чаухана, који се налазио у покрајини Делхи, доживео је дефинитиван пораз у Таирану од Мухамеда од Гора. Друга таиранска битка је важан датум у индијској историји и после ње ће идућих 600 година доминирати муслимани.
- Википедија:Непознат датум — Јапански цар Го Тоба је именовао Минамотоа Јоритомоа шогуном (царским намесником).
- Википедија:Непознат датум — То је почетак дуалистичке власти која је трајала вековима; царска и дворска у Кјоту, а војна у Камакури, седишту бакуфа (владе шогуна).
- Википедија:Непознат датум — Власт норманске сицилске краљевине у Дубровнику заступа кнез Крваш.

### Септембар
- 2. септембар — потписан Мир у Јафи

### Децембар
- Википедија:Непознат датум — основана Краљевина Кипар

## Смрти
- 28. април — Конрада од Монферата убио је припадник секте хашашина.